# Thomas Ericson
Hans Erik Thomas Ericson, född 10 juli 1942 i Örebro, är en svensk ingenjör.
Ericson, som är son till ingenjör Hans Ericson och Maj-Britt Johansson, utexaminerades från Kungliga Tekniska högskolan 1966, blev teknologie licentiat 1969 och teknologie doktor 1972. Han var anställd vid Försvarets forskningsanstalt (FOA) 1966–1969, vid Telefon AB L.M. Ericsson 1970–1973 och professor i datatransmission vid Linköpings högskola/universitet från 1973.